# P-Funk
P-Funk（亦作 P Funk 或 P. Funk）為一種由喬治·克林頓以及其率領的百樂門-放克瘋樂團所主導的音樂類型，全盛期約於1970年代中期，後來並廣為許多的hip hop音樂家採樣，許多的現場樂隊亦繼續表演此類型之音樂，使得P-Funk得以繼續於視聽大眾間繼續流傳。

## P的起源

### 詞源
P-Funk的詞源得由許多不同的方面解釋。有數種不同的說法，分別指為「Parliament-Funkadelic」、「純放克」（pure funk）、或是「Plainfield Funk」，指美國紐澤西州之 Plainfield 市，也就是該樂團的發跡地。
Motor Booty Affair專輯之CD版本內頁說明指出"P"這個字母解釋做「純粹」（pure）。由於P-Funk極為廣受歡迎，因此現在成為了單獨的音樂形式。此類音樂的樂迷通常稱作"The P"。
P-Funk 不宜與Rick James以及 Stone City 樂團擅長的punk funk混淆，儘管這是由Rick James受P-Funk啟發而來的音樂形式。

### 重要的 P-Funk 樂團與音樂家
重要的 P-Funk 樂團與音樂家如下：
- Parliament
- Funkadelic
- Bootsy Collins／Bootsy's Rubber Band
- George Clinton
- Bernie Worrell
- Eddie Hazel
- Garry Shider
- Walter Morrison
- The Brides of Funkenstein

## P的門徒
P-Funk音樂影響了許多其身為音樂人的追隨者，也協助創造了許多新的音樂型態：